# Freetown (Antigua)
Freetown, auch Free Town geschrieben, ist ein Ort in der Parish of Saint Philip auf der Karibikinsel Antigua im Staat Antigua und Barbuda.

## Lage und Landschaft
Freetown befindet sich im abgelegenen Südosten der Insel. Es liegt im Hochland der Halbinsel zwischen Nonsuch Bay im Norden und Willoughby Bay im Süden.
Zur Volkszählung 2001 hatte der Ort 714 Einwohner. Er ist – mit Willikies – regionales Zentrum der Parish St. Philip. Das Umland ist teils landwirtschaftlich genutzt, teils Wald oder Buschland.
| Newfield     | Mont Pellier–Brownes Bay                    | Mill Reef     |
| St. Phillips | Kompassrose, die auf Nachbargemeinden zeigt | Half Moon Bay |
|              | Willoughby Bay                              |               |

## Geschichte und Infrastruktur
Die Ansiedlung entstand im Zuge der Abschaffung der Sklaverei 1834, als zahlreiche Freigelassene hier am Far Hill (Farr’s hill), wo es einen öffentlichen Wasserteich gab, niederließen. Nach Liberta war Freetown das zweite freie Dorf und hat daher seinen Namen (‚freie Stadt‘).
Weiteren Zuzug erhielt der Ort schon 1843. Nach dem großen Antillen-Erdbeben wurde die Ansiedlung an der Willoughby Bay (Bridgetown) aufgegeben, die dortigen Einwohner zogen teils nach Bethesda, großteils nach Freetown um. Die Methodisten, die schon seit 1813 in Bethesda ansässig waren, hatten 1841 in Freetown eine kleine Kapelle und eine Schule gebaut, als sie die Kongregation von Willoughby Bay nach Bethesda verlegten. Diese wurde ebenfalls zerstört und bis 1847 ein größeres Missionshaus aufgebaut.
Der Ort wuchs sehr stark – um 1855 wird er als der größte der Insel genannt und die Bevölkerung mit „geschätzten 2–3000“ angegeben. 1882 wurde die Kirche neu errichtet und der Ehre Gottes (“Glory of God”) geweiht.
Bis in die 1960er Jahre führten die Methodisten die einzige Schule vor Ort, dann wurde eine staatliche Schule eingerichtet.
Mit den wirtschaftlichen Umstrukturierungen des endenden Kolonialismus und der Unabhängigkeit im Laufe des 20. Jahrhunderts reduzierte sich die Einwohnerschaft sukzessive. Heute ist der Ort eine einfache, von Selbstversorgung geprägte ländliche Ansiedlung mit gewachsener Struktur, die aber in starkem Kontrast zum östlich gelegenen noblen, abgeschlossenen und von reichen Ausländern frequentierten Hotel- und Villengebiet um Half Moon Bay und Mill Reef steht. Der Ort ist nur über die Straße von Newfield her erreichbar, die dann in der Mill-Reef-Gegend am Ende der Halbinsel endet. Eine schlechte Straße zweigt zu Nonsuch Bay und Harmony Hall ab.
Heute verfügt der Ort über ein kleines Krankenhaus, mit dem Crossroads Centre über ein Alkohol- und Drogenrehabilitationszentrum, eine Polizeiwache, eine Primarschule sowie eine Kirche, die Methodist Hall der Methodist Church in the Caribbean and Americas.

## Persönlichkeiten
- Clement Browne (1896–1964), US-amerikanischer Wasserballspieler